# Кучер Віталій Олегович
Віталій Олегович Кучер(нар. 27 жовтня 1997, Харків) — український волейболіст, догравальник, гравець збірної України та українського клубу «Барком-Кажани».

## Життєпис
Народжений 26 жовтня 1997 року в Харкові.
Перший професійний контракт підписав із багаторічним чемпіоном України харківським «Локомотивом», за який виступав у сезоні 2017—2018, допоміг команді здобути срібні медалі чемпіонату України в запеклій боротьбі з львівським клубом «Барком-Кажани». У фіналі Кубока України теж зустрілися «Барком-Кажани», де програли 3:0. Але того року без золотих медалей Віталій із Харкова не поїхав, здобувши суперкубок України.
Сезон 2018—2019 переходить в першоліговий «ВНАУ» з Вінниці. Команда «ВНАУ» створила на основі Вінницького національного аграрного університету.
Сезон 2019—2020 розпочинає в «МХП-Вінниця», яка виступає в чемпіонаті України. В кубоку України, фінішують на 5 місці. Чемпіонат України був не дограний через COVID-19.
Сезон 2020—2021 розпочинає Віталій в складі Львівських «Барком-Кажани». Здобувши в сезоні усі вищі нагороди України чемпіонат, кубок та суперкубок.
Сезон 2021—2022 стає важким для усіх українців, війна в Україні. Чемпіонат завершився, призові місця розділені по турнірні таблиці.
Отримав дебютний виклик в збірна України на матчі Золотої Євроліги.
В сезоні 2022—2023 був новий виклик нова країна, новий чемпіонат, важкі сеперники. Віталій в складі «Барком-Кажани» став учасником Плюс Ліги, де фінішували на 13 місці. Збірній України допоміг здобути срібні медалі Золотої Євроліги, бронзові медалі Кубка Претендентів, та зайняти 8 місце на Чемпіонаті Європи.

## Досягнення

### Клубні
Україна 
- Чемпіон України : 2020/2021.
- Срібний призер Чемпіонату України(2): 2017/2018, 2021/2022.
- Переможець Кубка України: 2020/2021.
- Фіналіст Кубка України: 2017/2018.
- Переможець Суперкубка України(2): 2017/2018,2020/2021.
- Фіналіст Суперкубка України: 2021/2022.

### У збірній
- Срібний призер Євроліги: 2023.
- Бронзовий призер Кубка Претендентів: 2023.